# Takana Zion
Pour les articles homonymes, voir Zion.
Takana Zion  de son vrai nom Mohamed Mouctar Soumah, est un chanteur guinéen, né le 30 juin 1986 à Conakry en Guinée. Il chante en anglais, en français, ainsi qu'en langues sosso, poular et malinké.

## Biographie
Dès son plus jeune âge, Takana Zion s'intéresse à l'histoire et se sent concerné par les inégalités qui rongent son pays et le monde entier. Il prend conscience que l'association du verbe et du son constitue une arme puissante et décide de s'en servir. Le jeune homme commence alors à intégrer le milieu du rap et du dancehall guinéen, dans lequel il se fait connaître et respecter. Cependant, attiré par le reggae, il décide de s'exprimer par cette musique.

## Carrière

### Débuts
Le jeune chanteur part au Mali rejoindre Brother Sam - un doyen des rastas ghanéens - avec le désir de faire de nouvelles rencontres.
À Bamako, il fréquente le magasin de disque reggae Studio One Africa, basé à Medina Coura, où il découvre le reggae classique et y affine sa voix. Ensuite, il fait la rencontre de Tiken Jah Fakoly et Manjul, qui décèlent en lui un talent et décident de le prendre sous leurs ailes. Manjul, installé dans son studio Humble Ark, l'invite sur son album Jahtiguiya
Takana enregistrera l'équivalent de deux albums pour Tiken Jah Fakoly, mais ces projets ne verront pas le jour. Petit à petit, il gagne en maturité et prend de l'indépendance par rapport à Tiken. Il décide alors de repartir chez Manjul et tous deux enregistrent l'album Zion Prophet fin 2006. Il fait aussi la rencontre du guitariste Jamaïcain Makkalox grâce au chanteur Pierpoljak. C'est le point de départ de la carrière de Takana Zion. Il se produit régulièrement sur scène en Afrique, ce qui lui permet de se faire une petite réputation et il est alors rapidement surnommé « le Sizzla africain », en référence à son style singjay et à sa puissance vocale.
En août 2025, Takana Zion lance le Nimba Raggae Festival . La capitale guinéenne s’apprête à vivre un moment historique de sa vie culturelle. Les 5 et 6 septembre 2025, il annonce le rendez-vous au public pour la première édition du Nimba Reggae Festival .

### Signification du nom
« Takana » signifie littéralement « détruis la ville » en langue soussou,.

### Collaborations internationales
Son premier album Zion Prophet sort en France en juin 2007 ; le disque est produit par Humble Ark et distribué par le label Makafresh (filiale de Makasound).
Takana Zion se produit en France en première partie de Pierpoljak et en Afrique, toujours accompagné de Manjul et son groupe, le Humble Ark band.
Alors qu'il tourne en France en 2008, Takana commence à préparer son nouvel album. S'associant une fois de plus à son complice musicien-réalisateur Manjul, le chanteur rassemble une pléiade de musiciens reggae en studio à Paris. Caractéristique de son double attachement à l'Afrique et à la Jamaïque, Takana invite aussi les chanteurs Victor Démé (Burkina Faso) et Winston McAnuff (Jamaïque), chacun sur un morceau. C'est l'ingénieur du son anglo-jamaïcain Godwin Logie, responsable des albums de Steel Pulse et Island de la grande époque, qui mixera l'album.
Il continue de chanter en soussou, malinké, peulh, anglais et français.

### 15 ans de Carrière
Après avoir débuté en 2007, Takana Zion a célébré en 2021 ses 15 ans de carrière devant un public de 50 000 personnes à Conakry.

### Expérience jamaïcaine
Invité à Kingston par Sam Junior Clayton, membre des Mystic Revelation of Rastafari, sur l’île de Bob Marley, où il enregistre l'album Rasta Government. Plusieurs artistes collaborent sur l'album, notamment Capleton, dans le titre Glory,.

## Récompenses et distinctions
- 2012 : Meilleur album reggae africain pour Rasta Government[15],[16]
- 2021 : Meilleur album de l’année lors des Victoires de la musique guinéenne[17],
- 2022 : Meilleur artiste masculin de l’année lors des Victoires de la musique guinéenne[18].
- 2022 : Artiste africain de l'année 2022 aux Victoires du reggae[19],[20].
- 2024 : Meilleur concert de l’année au festival nuits d'Afrique 2024 - Victoires de la musique guinéenne[21]

## Discographie

### Single
- 2019 : Singué Noun feat Konko Malela[23]